# Никитин, Владимир Александрович (кораблестроитель)
Влади́мир Алекса́ндрович Ники́тин (1894—1977) — советский инженер-кораблестроитель, кандидат технических наук, главный конструктор эскадренного миноносца проекта 41 и ракетного крейсера проекта 58. Участник Первой мировой и Гражданской войн.

## Биография
Родился 16 (28 октября) 1894 года в Санкт-Петербурге в дворянской многодетной семье потомственного полевого артиллериста генерал-майора артиллерии Александра Владимировича Никитина (1865—1934) и его жены Юлии Михайловны (в девичестве Остророг, 1870—1942). В семье росло шесть сыновей, Владимир был старшим.

### Ранние годы
В 1904 году, в неполных десять лет, поступил в 3-й Петербургский кадетский корпус императора Александра II. В корпусе дружил и сидел за одной партой с Акселем Бергом (в 1908 году Берг перевёлся в Морской кадетский корпус, впоследствии стал академиком и Героем Социалистического Труда). В 1911 году, после окончания 7 классов кадетского корпуса, Владимир поступил в Михайловское артиллерийское училище, которое окончил в 1914 году 15-м по списку (согласно успеваемости) из 118 юнкеров, за отличную учёбу был премирован 400 рублями. 12 июля 1914 года был произведён в первое офицерское звание подпоручик и направлен для дальнейшего прохождения службы в 23-ю Артиллерийскую бригаду, которая дислоцировалась в Гатчине и командовал которой его отец. Владимир был назначен командиром 4-го взвода в 4-ю батарею, командиром которой 10 лет назад, во время русско-японской войны 1904—1905 годов, был также его отец.

### Участие в Первой мировой войне
С первых дней Первой мировой войны участвовал в боях на Юго-Западном фронте в составе 8-й русской армии. Отец направлял собственного сына на самые горячие участки боев. 7 ноября 1914 года Владимир был ранен в грудь. Находился на излечении в госпитале. В конце января 1915 года вернулся на фронт. Получил второе ранение во время Брусиловского прорыва. В октябре 1917 года капитан Никитин был назначен командиром 2-й батареи 23-й Артиллерийской бригады, а в декабре того же года был переизбран на эту должность революционными солдатами. В феврале 1918 года, вместе с остатками своей батареи, попал в плен к румынскими военным частям. Отказался поступать в украинизированные части Русской императорской армии, и вернулся в Петроград.

### Участие в Гражданской войне
В начале лета 1918 года был принят на службу рядовым пограничником Управления Петроградского пограничного округа. Служил на заставе, охранял береговую черту Финского залива от контрабандистов. В июле был откомандирован в Гатчину и назначен командиром 1-й артиллерийской батареи 3-й Петроградской стрелковой дивизии. В начале октября 1918 года был назначен командиром 1-го Петроградского запасного артиллерийского дивизиона, в марте 1919 года — заместителем начальника артиллерии Управления артиллерии 1-й Стрелковой дивизии в Петрограде, а затем начальником штаба артиллерии дивизии. Участвовал в обороне Петрограда от войск Юденича, воевал в Карелии против белогвардейских войск Северной армии, на Кольском полуострове против интервентов, на Восточном фронте против Колчака, на Украине против войск Врангеля.

### Кораблестроитель
В декабре 1920 года был откомандирован для поступления на учёбу в Петроградский политехнический институт. В январе 1921 года стал студентом кораблестроительного факультета института, где ему зачли большинство зачётов по аттестату Михайловского артиллерийского училища. Первую практику в 1921 году проходил в Петроградском торговом порту, вторую — на Адмиралтейском заводе, в 1923 году прошёл практику на танкере «III Интернационал» в Каспийском пароходстве. Параллельно с учёбой Никитин работал грузчиком, сторожем, лесорубом, инкассатором, посыльным, эвакуатором в 1922 году на эвакуационном пункте при станции Петроград-Товарная Варшавской железной дороги, менял телеграфные столбы вдоль Витебской железной дороги, был нештатным сотрудником газеты «Красный Флот», с 1923 по 1925 год работал копировщиком в типографии Артиллерийской академии. В 1925 году была опубликована его первая печатная работа под редакцией профессора Ленинградского технологического института П. С. Радецкого «Логарифмическая счётная линейка», которая была засчитана как преддипломная работа. 9 июня 1925 года защитил дипломный проект в Ленинградском политехническом институте на тему «проект зерновоза для линии Одесса—Лондон, грузоподъёмностью 10 000 тонн».
Летом 1925 года, после окончания института, вместе со своими однокурсниками О. Ф. Якобом и Ф. Е. Бесполовым был направлен инженером-конструктором в конструкторском бюро Северной судостроительной верфи. Никитин сначала занимался проектными работами по восстановлению эскадренных миноносцев типа «Новик», затем ему было поручено провести расчёт модернизации старых броненосцев Российского императорского флота «Цесаревич» и «Андрей Первозванный». Расчёт он сделал, но корабли не стали ремонтировать, и разобрали на металл. В 1925—1926 годах Никитин работал по переделке недостроенного лёгкого крейсера «Адмирал Спиридов» типа «Светлана» в нефтеналивное судно «Грознефть». С 1926 года руководил проектированием сторожевых кораблей типа «Ураган» — первых советских надводных кораблей. Закладка первых шести судов состоялась на Северной верфи в Ленинграде 1 августа 1927 года (головной корабль был спущен на воду 14 мая 1929 года). Всего было построено 18 кораблей данного проекта. Корабли были построены целиком из отечественных материалов и на них были установлены только советские механизмы. При строительстве этих сторожевиков была впервые в советском кораблестроении применена вместо клёпки сварка корпуса.
В 1930—1932 годах под руководством Никитина был выполнен общий проект лидера эскадренных миноносцев проекта 1. Планировалось построить 6 лидеров этого проекта, но построены были только три «Ленинград», «Москва» и «Харьков». Головной корабль этой серии «Ленинград» был спущен на воду 18 ноября 1933 года. На ходовых испытаниях корабль развил скорость более 43 узлов (80,69 километра в час) при волнении моря в три балла.
В 1932—1935 годах под общим руководством Никитина был разработан эскизный проект эсминца массовой (около 50 единиц), так называемой «сталинской серии», под номером 7 типа «Гневный». Головной корабль «Гневный» был заложен в 1935 году на заводе им. А. А. Жданова в Ленинграде. Сдан флоту в 1938 году. С лета 1938 года Никитин руководил эскизным проектированием тяжёлого крейсера проекта 69. Головной «Кронштадт» был заложен 30 ноября 1939 года на заводе им. А. Марти в Ленинграде. Однако в связи с начавшейся войной он так и не был достроен. В предвоенные годы Никитин в составе делегации советских специалистов неоднократно был командирован на судостроительные заводы в Италию и Германию.
В годы Великой Отечественной войны Никитин вместе с сотрудниками Конструкторского бюро был эвакуирован в Казань. Основной задачей КБ была разработка усиления зенитного вооружения кораблей с учётом накопившегося опыта в войне, а также повышение прочности их корпусов. В конце 1943 года, после гибели эсминца «Сокрушительный» (корабль проекта 7 в 11-бальный шторм разломился и у него оторвало корму) на Северном флоте, Никитин был освобождён от должности главного инженера и до 1946 года работал старшим, затем главным конструктором по проектированию перспективных эсминцев.
После организации в 1946 году на Ленинградском судостроительном заводе нового конструкторского бюро (ЦКБ-53) Никитин был назначен его главным инженером. До 1951 года принимал участие в обеспечении достройки эсминцев типа проекта 30-К и постройки большой серии эсминцев проекта 30-бис. В 1947—1952 годах был главным конструктором эсминца нового типа «Неустрашимый» проекта 41, который был построен в единственном числе, но стал прототипом для создания в 1951—1957 годах более совершенных кораблей проекта 56. В 1957—1960 годах работал главным конструктором крейсера проекта 58, — принципиально нового типа, первого в мире специально спроектированного корабля с противокорабельным и зенитным ракетным оружием.
В феврале 1960 года вышел на пенсию (был персональным пенсионером), но продолжал работать до 82-х лет ведущим конструктором проектно-конструкторского бюро (ЦКБ-53), а также вёл научно-педагогическую работу в Ленинградском кораблестроительном институте, ВВМИУ им Ф. Э. Дзержинского, Военно-морской академии. 30 января 1976 года окончательно уволился с работы. Умер Владимир Александрович Никитин 13 апреля 1977 года в Ленинграде.

## Семья
В январе 1920 года женился на Марии Александровне Федосеевой — учительнице из прионежского села Гангозеро. В 1926 году у них родился сын Игорь, который впоследствии окончил кораблестроительный факультет ВВМИУ имени Ф. Э. Дзержинского, стал офицером ВМФ, капитаном 1 ранга, служил на Черноморском флоте. Жена Владимира Никитина всю войну проработала в военном госпитале г. Казани, в начале 1945 года умерла от гриппозного воспаления лёгких.

## Награды и премии
- орден Ленина
- орден Октябрьской Революции
- орден Отечественной войны I степени
- орден Красного Знамени
- орден «Знак Почёта»
- медали
- Сталинская премия первой степени (10 апреля 1942) — за разработку проектов боевых кораблей[10].